# Ubaldo Bartolini
Ubaldo Bartolini (Montappone, 18 febbraio 1944) è un artista italiano, membro della corrente artistica conosciuta come anacronismo o pittura colta.

## Biografia
Ubaldo Bartolini è nato nel 1944 a Montappone in provincia di Fermo. Negli anni '70 aderì al movimento di arte concettuale italiano realizzando opere che ritraggono personaggi con stile figurativo sulle setole di un pennello.
Negli anni ottanta realizza paesaggi enfatizzando, in chiave concettuale, la ripetitività del soggetto. In questo ambito riprende la tradizione pittorica vedutista e paesaggista trasportandola in un contesto concettuale. È poi di questo periodo la sua adesione alla corrente dell'anacronismo o pittura colta inaugurata da Italo Mussa. Dopo la XLI Esposizione internazionale d'arte di Venezia del 1984, partecipò nel 1986 alla XI Quadriennale nazionale d'arte di Roma.

## Mostre ed esposizioni
- 1972 - Galleria Arte Studio, Macerata
- 1975 - Rosso vivo visto da una distanza di 10 Km, Galleria Toselli, Milano
- 1978 - Galleria Pio Monti, Roma
- 1980 - Serate, Galleria Pio Monti, Roma
- 1982 - Galleria Pio Monti, Roma
- 1985 - Ubaldo Bartolini – Stefano Di Stasio, a cura di M. Calvesi, Galleria Pio Monti, Roma
- 1987 - Il Luogo del Paesaggio, a cura di M. Apa, Palazzo Comunale di Loreto (Ancona)
- 1988 - Arte Polivalente Bonaparte, Milano
- 1990 - Bartolini – Tosi Generazioni a Confronto, Galleria Manuela Boscolo, Busto Arsizio (Varese)
- 1991 - Bisogna affidarsi alla natura, a cura di M. Calvesi, Sala della Promoteca del Campidoglio, Roma
- 1995 - Dove dorme la lepre, a cura di P. Balmas, Galleria La Stamperia, Roma
- 1995 - Quasi Autunno, a cura di P. Balmas, Galleria Il Polittico, Roma
- 1996 - Al di qua delle nuvole, Galleria Permariemonti, Macerata
- 1999 - Installazione permanente, Sala Bartolini, Bulgari, Roma
- 2000 - La pittura sognata, a cura di M. Filippi, Galleria Il Polittico, Roma
- 2000 - Regressioni ed esperienze originarie sul linguaggio, a cura di L. Canova, Galleria Maniero, Roma